# Fastolento
Fastolento è un album di Gigi D'Agostino pubblicato online il 12 luglio 2018 con lo pseudonimo Lento Violento.

## Tracce
1. Bossalonda (Interludio Mix)
2. Slalom (Sintesi Mix)
3. Lentuslower (Lake Shore Mix)
4. Continuiamo (Pensiero Mix)
5. Furiconda (Multa Paucis Mix)
6. Passomotus (Mantra Mix)
7. Uestenlent (Giocomossa Mix)
8. Underuonz (Mantra Mix)
9. Puedelentas (Interludio Mix)
10. Quiquonic (Mantra Mix)
11. Lentongion (Treno Lentro Mix)
12. Probabilmente (Pensiero Mix)
13. Festina Lente (Swinga Mix)
14. Osservo (Pensiero Mix)
15. Fastolento (One Hard Mix)